# Người Mỹ gốc Trung Đông
Người Mỹ gốc Trung Đông (tiếng Anh: Middle Eastern Americans) là người Mỹ có nguồn gốc tổ tiên từ Trung Đông. Theo Cục Thống kê Dân số Hoa Kỳ, , thuật ngữ "Người Mỹ gốc Trung Đông" áp dụng cho bất kỳ ai có nguồn gốc từ Tây Á hoặc Bắc Phi. Điều này bao gồm những người có nền tảng từ các nhóm dân tộc Trung Đông và Tây Á khác nhau, chẳng hạn như người Kurd và Assyria, cũng như những người nhập cư từ các quốc gia ngày nay của thế giới Ả Rập, Iran, Israel, Thổ Nhĩ Kỳ và đôi khi có cả Armenia.
Mặc dù từng được coi là người Mỹ gốc Á, định nghĩa hiện đại về "người Mỹ gốc Á" giờ đã loại trừ những người có nguồn gốc từ Tây Á.

## Lịch sử
Một trong những nhóm người nhập cư lớn đầu tiên từ Trung Đông đến Hoa Kỳ đã đến bằng thuyền từ Đế quốc Ottoman vào cuối những năm 1800. Mặc dù các quan chức Hoa Kỳ gọi họ là người Thổ Nhĩ Kỳ, hầu hết tự gọi mình là người Syria, và ước tính 85% những người nhập cư Ottoman này đến từ Liban hiện đại. Sau đó, các danh mục mới đã được tạo ra cho người Syria và Liban.(tr4)
Số lượng người Armenia di cư đến Hoa Kỳ từ năm 1820 đến năm 1898 được ước tính là khoảng 4.000 người và theo Cục Di trú, 54.057 người Armenia đã nhập cảnh vào Hoa Kỳ từ năm 1899 đến năm 1917, với phần lớn đến từ Đế quốc Ottoman.. Các cộng đồng người Mỹ gốc Armenia lớn nhất tại thời điểm đó nằm ở Thành phố New York; Fresno; Worcester, Massachusetts; Boston; Philadelphia; Chicago; thành phố Jersey; Detroit; Los Angeles; Troy, New York và Cleveland.
Một làn sóng nhập cư khác từ Trung Đông bắt đầu vào năm 1946, đạt đỉnh điểm sau những năm 1960. Kể từ năm 1968, những người nhập cư này đã đến từ các quốc gia như Iran, Iraq, Israel, Palestine, Ai Cập và Liban.(tr11)